# Пивовар, Виктор Гордеевич
Виктор Гордеевич Пивовар (1902—1945) — подполковник Рабоче-крестьянской Красной Армии, участник Великой Отечественной войны, Герой Советского Союза (1945).

## Биография
Виктор Пивовар родился 21 ноября 1902 года в селе Боровка Ямпольского уезда Подольской губернии Российской империи (ныне — Черневецкий район Винницкой области Украины). Окончил неполную среднюю школу. В 1924 году Пивовар был призван на службу в Рабоче-крестьянскую Красную Армию. В 1925 году он окончил полковую школу, в 1932 году — курсы переподготовки комсостава, в 1936 году — курсы усовершенствования комсостава. С 1941 года — на фронтах Великой Отечественной войны.
К январю 1945 года подполковник Виктор Пивовар был заместителем командира 1672-го истребительно-противотанкового артиллерийского полка 4-го Украинского фронта. Отличился во время освобождения Чехословакии. 14 января 1945 года Пивовар организовал круговую оборону нескольких полковых батарей в районе населённого пункта Мокранце к юго-западу от города Кошице и десять часов руководил отражением многочисленных немецких контратак, сумев прорваться из окружения. В тех боях Пивовар получил тяжёлые ранения, от которых умер в тот же день. Похоронен в населённом пункте Гарадна к северу от венгерского города Энч.
Указом Президиума Верховного Совета СССР от 23 мая 1945 года за «образцовое выполнение боевых заданий командования на фронте борьбы с немецкими захватчиками и проявленные при этом мужество и героизм» подполковник Виктор Пивовар посмертно был удостоен высокого звания Героя Советского Союза. Также был награждён орденами Ленина и Александра Невского, двумя орденами Отечественной войны 2-й степени, рядом медалей.
В честь Пивовара названа улица в его родном селе.